# Шахунья (станция)
Шахунья — станция Нижегородского региона Горьковской железной дороги. Находится на 682 км нового хода Транссиба, в центре города Шахуньи Нижегородской области.

## История
Станция в городе открылась в 1927 году. Здание вокзала небольшое, каменное. На привокзальной площади стоит памятник-паровоз серии «Л» — «Лебедянка», напоминающий о подвиге железнодорожников, строивших этот участок железной дороги.

## Дальнее следование по станции
По состоянию на декабрь 2018 года через станцию курсируют следующие поезда дальнего следования:
| Круглогодичное обращение поездов | Круглогодичное обращение поездов | Круглогодичное обращение поездов | Круглогодичное обращение поездов |
| № поезда                         | Маршрут движения                 | № поезда                         | Маршрут движения                 |
| -------------------------------- | -------------------------------- | -------------------------------- | -------------------------------- |
| 7 «Кама»                         | Пермь — Москва                   | 8 «Кама»                         | Москва — Пермь                   |
| 9                                | Киров — Нижний Новгород          | 10                               | Нижний Новгород — Киров          |
| 11 «Ямал»                        | Новый Уренгой — Москва           | 12 «Ямал»                        | Москва — Новый Уренгой           |
| 31 «Вятка»                       | Киров — Москва                   | 32 «Вятка»                       | Москва — Киров                   |
| 37 «Томич»                       | Томск — Москва                   | 38 «Томич»                       | Москва — Томск                   |
| 55 «Енисей»                      | Красноярск — Москва              | 56 «Енисей»                      | Москва — Красноярск              |
| 63                               | Новосибирск — Минск              | 64                               | Минск — Новосибирск              |
| 83 «Северный Урал»               | Приобье — Москва                 | 84 «Северный Урал»               | Москва — Приобье                 |
| 89                               | Воркута — Нижний Новгород        | 90                               | Нижний Новгород — Воркута        |
| 91                               | Северобайкальск — Москва         | 92                               | Москва — Северобайкальск         |
| 103                              | Новосибирск — Брест              | 104                              | Брест — Новосибирск              |
| 109                              | Новый Уренгой — Москва           | 110                              | Москва — Новый Уренгой           |
| 131                              | Ижевск — Санкт-Петербург         | 132                              | Санкт-Петербург — Ижевск         |
| 145                              | Челябинск — Санкт-Петербург      | 146                              | Санкт-Петербург — Челябинск      |
| 309                              | Воркута — Адлер                  | 310                              | Адлер — Воркута                  |
| 311                              | Воркута — Новороссийск           | 312                              | Новороссийск — Воркута           |

| Сезонное обращение поездов | Сезонное обращение поездов | Сезонное обращение поездов | Сезонное обращение поездов |
| № поезда                   | Маршрут движения           | № поезда                   | Маршрут движения           |
| -------------------------- | -------------------------- | -------------------------- | -------------------------- |
| 501                        | Киров — Анапа              | 502                        | Анапа — Киров              |
| 531                        | Киров — Адлер              | 532                        | Адлер — Киров              |